# Del Carmen
Del Carmen, antes conocido por Numancia, es un municipio filipino de quinta categoría, situado en la isla de Siargao, adyacente a Mindanao en el nordeste. Forma parte de la provincia de Surigao del Norte situada en la Región Administrativa de Caraga, también denominada Región XIII. Para las elecciones está encuadrado en el Primer Distrito Electoral.

## Geografía
Municipio situado al suroeste de la isla de Siargao, que se encuentra al este de la provincia, ribereño del mar de Filipinas, en el seno de Dinagat (Dinagat Sound), frente a la isla de Grande de Bucas, separado por el canal de Dapa.
Su término linda al norte con el municipio de San Benito;  al sur con  el canal de Dapa; al este con el seno de Dinagat;  y al oeste con los municipios de San Isidro, Pilar y Dapa.
Comprende varias islas adyacentes a la de Siargao:  Poneas del barrio de San Fernando, compartida con San Benito; Halian; Megancub; Kangbangio o Caub; Cawhagan; Laonan; Megancub;  y Tona, barrio de San Fernando. Entre la costa y las islas de Poneas y de Tona se encuentra la laguna de Baban.

## Barrios
El municipio  de  Del Carmen , a los efectos administrativos, en 20 barangayes o barrios, quince  están situados en la parte continental, mientras que los cuatro restantes se encuentran en las islas adyacentes, conforme a la siguiente relación:
| - Antipolo - Bagakay (Alburo) - Bitoon - Cabugao - Cancohoy | - Caub - Del Carmen (Población) - Domoyog - Esperanza - Halian | - Jamoyaon - Katipunan - Lobogon - Mabuhay - Mahayahay | - Quezon - San Fernando - San José (Población) - Sayak - Tuboran |

## Historia
En 1571,  apenas 50 años después del descubrimiento de las Filipinas, los registros de los misioneros se refieren al lugar como Caolo, nombre derivado de la palabra  Kolo o Colo, que en idioma indígena significa fruta de pan.
El lugar también fue nombrado como Caob,  escrito indistintamente como Kaob, Koob, Kacub, todo lo cual significa protegido, cubierto o sin litoral.
Con el tiempo, llegó a ser conocido popularmente como Numancia, en recuerdo da ciudad celtibérica.
El 18 de junio de 1966,  siendo alcalde Galo C. Comon,  el municipio cambia su nombre por el actual en honor de su patrona, la Virgen del Carmen.
En 1635 los Agustinos Recoletos establecieron una misión, siendo Fray Lucas del Cruz el primer sacerdote residente de esta orden.
Numancia fue la sede de la diócesis de Distrito 3º de Surigao.
La iglesia parroquial católica, hasta su destrucción por una serie de ataques de moros y tifones, fue sin duda la más grande y hermosa en el territorio de Surigao-Butuán.
El complejo religioso español formado por la iglesia y el convento ocupaba aproximadamente una hectárea y en el mismo lugar hoy queda de la antigua muralla y otras ruinas de caliza aún se pueden ver como un recordatorio de una época gloriosa y pasada.
En los viejos tiempos, y después de que el gobierno de los encomenderos, Caob formaba parte del municipio de Dagsongan, en la actualidad barrio de Roxas en San Isidro de Siargao.
También se ha mencionado el sitio de Jamoya-on o Hamoya-won, palabra proveniente de una especie de árbol de madera dura, resistente al agua de mar y se utilizan los nativos como material para los cascos de los barcos.
Aparecen nombrados en las crónicas religiosas Haoyon, ahora barrio Katipunan y Cancohoy.
Una potente campana fue arrojada al lago Haoyon, era de plata y su sonido podía ser escuchado en la isla Grande de Bucas situada varios kilómetros hacia el sur, al otro lado del canal de Dapa. Se ha dicho que en lugar de advertir  de la venida de los piratas moros, su sonido les atraía, guiándoles su fuerte sonido. Por este motivo los misioneros decidieron ocultarla temporalmente en el lago.
Los misioneros se traslada de Haoyon a Campuhag, sitio más seguro y protegido  de los invasores moros.
Los frailes españoles decidieron establecer su residencia permanente en el actual sitio de la Población de Del Carmen, que lo encontraron bien protegido.
Los jesuitas regresan a Surigao en 1856, siendo reemplazados en 1896 por los  benedictinos, que a suz fueron reemplazador en 1909, durante la ocupación estadounidense de Filipinas por los Misioneros del Sagrado Corazón (MSC) de los Países Bajos.

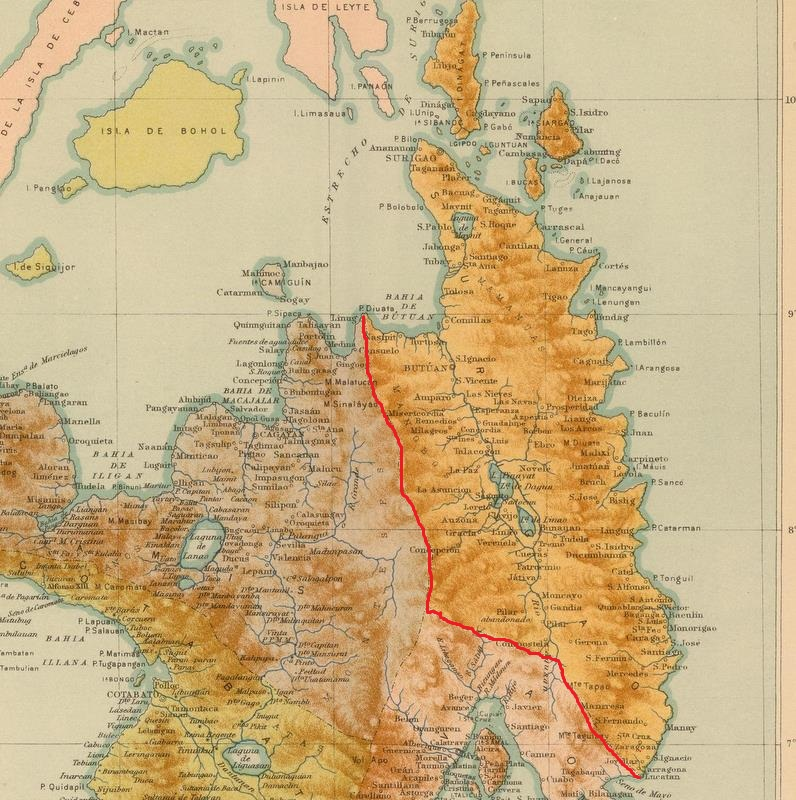
Provincia de Surigao en 1899.

En 1904, durante la ocupación estadounidense de Filipinas muchos municipios  se convirtieron en barrios. La provincia de Surigao retuvo sólo los de Surigao, Placer, Dinagat y Dapa.
Este fue  el caso de Numancia.
En 1920, bajo el régimen americano, siendo alcalde Francisco, el término de Numancia comprendía la mitad de la isla Grande de Bucas con los barrios de  Pamosaingán, Santa Cruz y Hinundayan,  excluyendo Socorro, hoy municipio, y otros barrios  pertenecían a Dapa.
En 1924 estalló en la actual  provincia de Surigao del Norte la sangrienta revuelta conocida como Colorum Uprising que fue violentamente reprimida por el gobierno de la Commonwealth, con el apoyo naval y militar estadounidense.